# Dryobotodes carbonis
Dryobotodes carbonis är en fjärilsart som beskrevs av Wagner 1931. Dryobotodes carbonis ingår i släktet Dryobotodes och familjen nattflyn. Inga underarter finns listade i Catalogue of Life.